# Ebenopsis ebano
Ebenopsis ebano es un árbol de la familia Leguminosae y género Ebenopsis. Originario de la costa occidental del Golfo de México, su nombre común en español es ébano. Sin embargo, no se le ha de confundir con árboles de la especie Diospyros ebenum, originarios de la India y cuyo nombre común también es ébano.

## Distribución

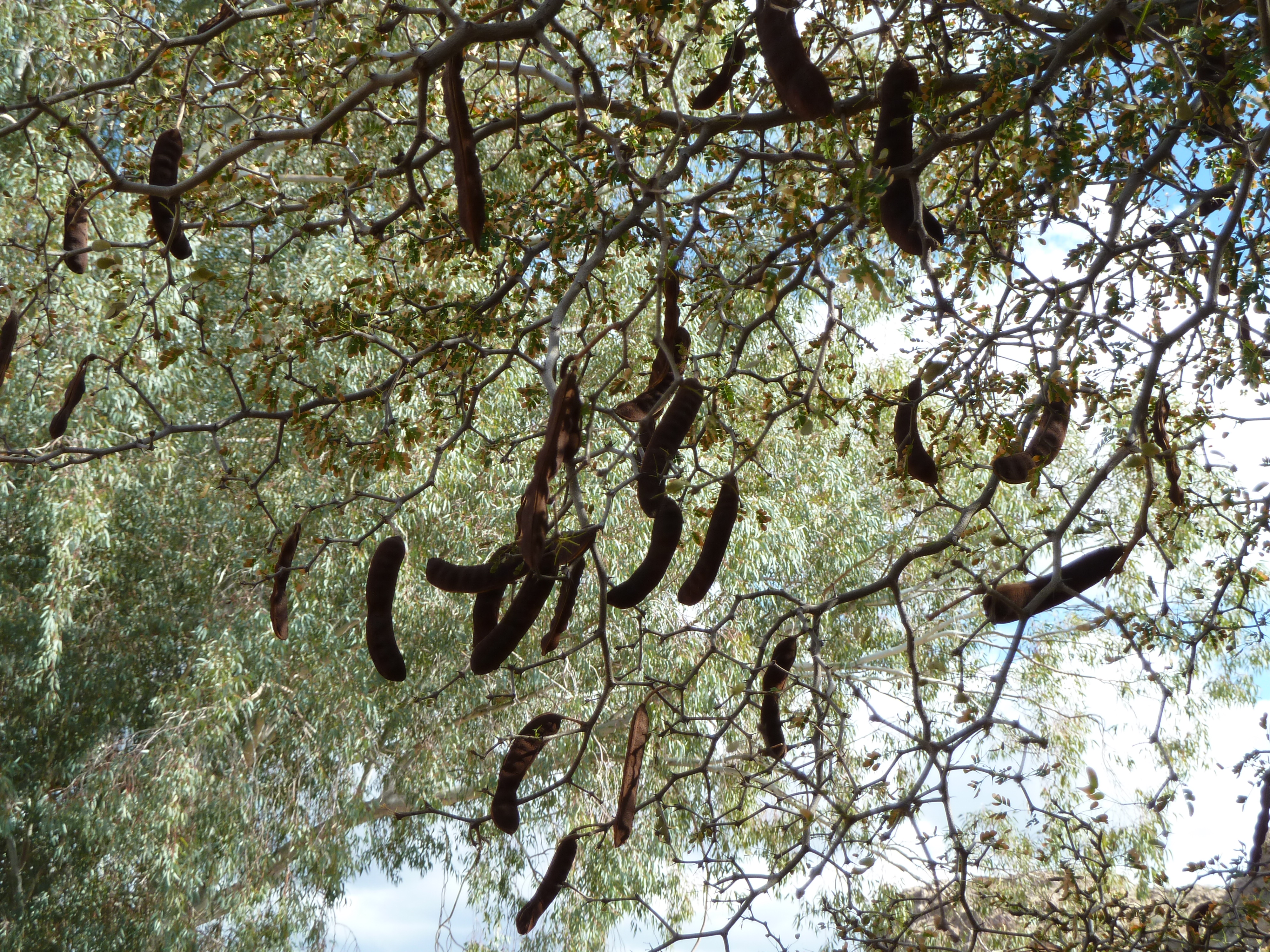
Follaje y vainas.

El ébano es endémico del noreste de México mayormente Tamaulipas y el extremo sur de Texas, así como Coahuila, Nuevo León, San Luis Potosí, fuera de estas áreas que son su distribución natural original se ha extendido a otras áreas por acción humana. Se le encuentra en toda la planicie costera de Tamaulipas, particularmente a altitudes bajo los 500 metros y es la especie característica de la selva baja caducifolia espinosa que domina la  Huasteca Tamaulipeca y costa de Tamaulipas. Se presenta igualmente  en  ecosistemas de la región como el  matorral  alto, palmar, pastizal arbosufrutescente. Prefiere los suelos profundos y llanos, arcillosos y frecuentemente con una capa de arcilla impermeable a poca profundidad y con problemas de drenaje.
La especie está catalogada como de preocupación menor

## Descripción
Se trata de un árbol cuya  copa llega a alcanzar hasta los 15 m de altura en su madurez. Posee un tronco recto con hasta 80 cm de diámetro, de corteza color pardo oscuro, con ramas gruesas y ascendentes, las ramas jóvenes tienen espinas pareadas de color gris claro.  Las hojas, dispuestas en espiral se aglomeran sobre cada par de espinas. El tamaño de las hojas es de 2.5 a 6 cm de largo, y son doblemente compuestas; primero por 4 a 6 foliolos que a su vez contienen de 4 a 12 foliolos secundarios, opuestos y pegados a la ramilla central, de 3 por 1.5 mm. Alcanzan tamaños hasta de 12 por 6 mm. Estos foliolos son de color verde obscuro, aunque en el envés suelen ser más pálidos. La copa es densa y obscura. La floración ocurre en dos periodos: de junio a julio y de octubre a noviembre. Las flores, tienen forma de estrella, alcanzan unos 5 cm de largo y son de color crema-verdoso, florecen en espiga y dan lugar a un fruto en forma de vaina, leñosa, con 6 a 12 semillas, cada una con una marca lineal en forma de herradura.
Es de lento crecimiento y muy tolerante a temperaturas extremas, si bien requiere agua abundante en verano.   Su alta adaptabilidad y capacidad  para la  formación  de  suelos la hacen una especie ideal para plantaciones de restauración y reforestación.
Las  vainas  y semillas son  susceptibles  a  daños  por  insectos brúquidos Algarobius prosopis, que se desarrollan durante su etapa larval en las semillas. También es atacado por Chlorochroa  ligata y ácaros Tetranychus pacificus. Sufre además la  incidencia  de  hongos Cercospora  prosopidis, Leveillulla taurica, Phymatotrichum omnivorum.

## Uso económico

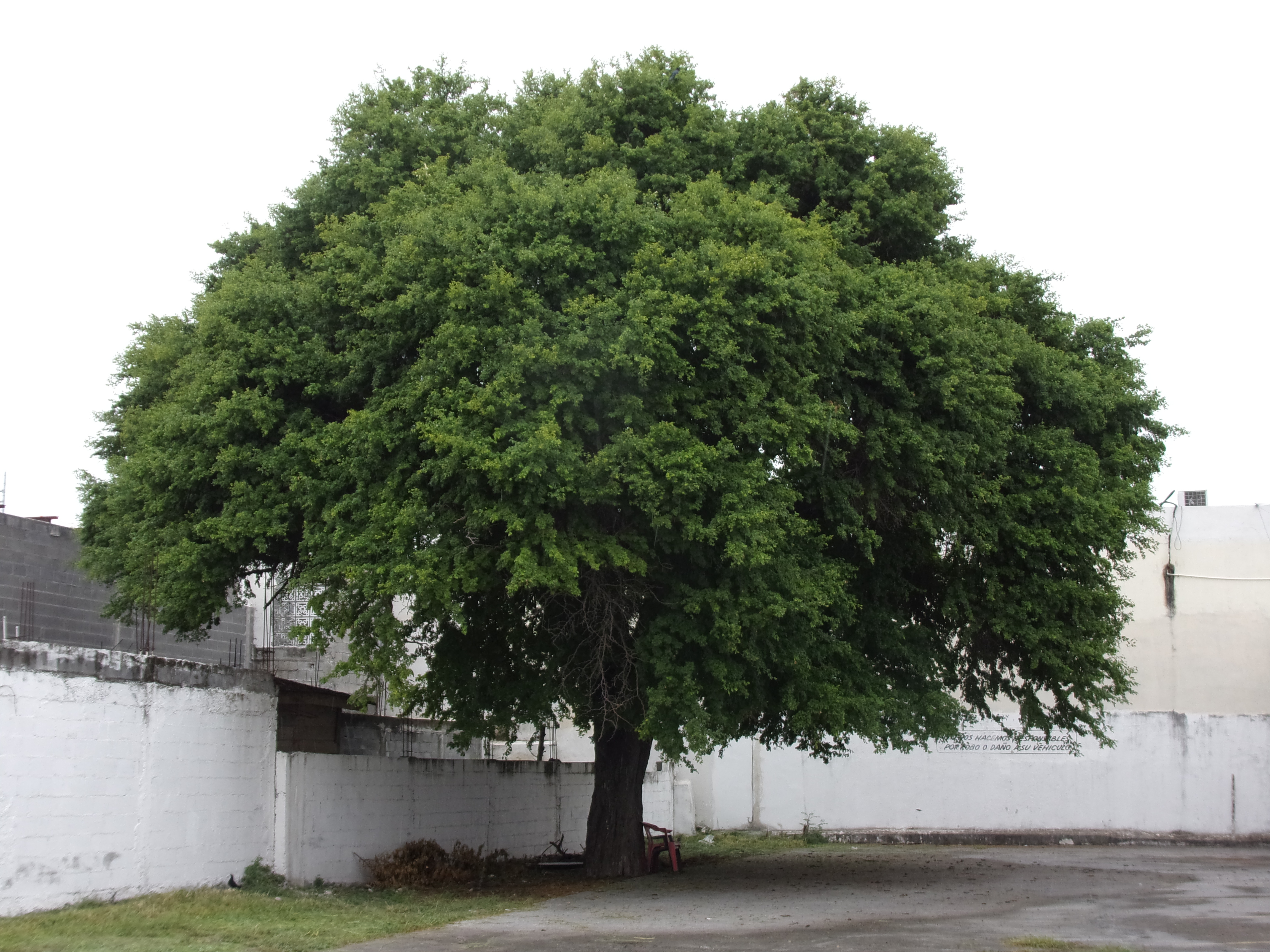
Árbol adulto

Ebenopsis ebano es un árbol de cuyo polen y néctar las abejas producen una miel clara.
Desde los 6 a los 25 años se puede aprovechar su madera, que se usa en edificaciones rústicas rurales y en la fabricación de mobiliario, mangos para cuchillos finos, construcciones marinas, poleas para uso industrial, pisos industriales, artículos decorativos. Asimismo se emplea en la producción de carbón de excelente calidad. Se le cultiva en los ranchos deliberadamente porque proporciona sombra y forraje al ganado.

## Taxonomía
La especie fue descrita por primera vez por Jean Louis Berlandier en la primera mitad del siglo XIX, y obtuvo su taxonomía actual de los botánicos Rupert Charles Barneby and James Walter Grimes. Ebenopsis proviene del griego ἔβενος (ébano), y ὄψις (vista).